# Nice Ride Minnesota
Nice Ride Minnesota (с англ. — «Удачной велопрогулки, Миннесота») — некоммерческая сезонная система велошейринга в Миннесоте, существовавшая с 2010 по 2023 год. За первый месяц было совершено более 10 000 поездок, за первый сезон эксплуатации — 100 817. Использовались велосипеды производства Cycles Devinci, окрашенные в флуоресцентный зелёный цвет, укомплектованные багажником и фарами. В системе было 2000 велосипедов на 190 работающих на солнечной энергии станциях, равномерно распределенных по Миннеаполису и Сент-Полу. Стартовое финансирование программы составило 3,2 миллиона долларов, основными спонсорами выступили Blue Cross Blue Shield Association (ассоциация медицинских страховых компаний в США), город Миннеаполис, также был использован целевой федеральный грант.
Nice Ride работала с первой недели апреля по первую неделю ноября. Зимой велосипеды отправлялись на хранение, а станции демонтировались, чтобы защитить их от повреждений (особенно от коррозии от дорожной соли) и освободить место для снегоуборочной техники. Велосипеды проходили ежедневное обслуживание и перераспределялись по системе с помощью грузовика.
При запуске системы существовали опасения о высоком уровне краж и вандализма, поэтому изначально при оформлении аренды велосипеда на карте пользователя удерживался депозит в 250 долларов. Это вызывало проблемы для держателей дебетовых карт без возможности овердрафта. Однако эти опасения не оправдались (в 2010 году был украден или утерян только один велосипед, в 2011 — ни одного), поэтому сумма депозита сначала была снижена до 50 долларов, и полностью отменена в сезоне 2012 года.
По окончании сезона 2022 года основной спонсор заявил об отказе от финансовой поддержки проекта. В 2023 году программа была заменена соглашением с компаниями Lime, Veo и Spin; однако переход с некоммерческой модели на коммерческую вызывает опасения по поводу роста тарифов и недовольство необходимостью иметь три мобильных приложения вместо одного.

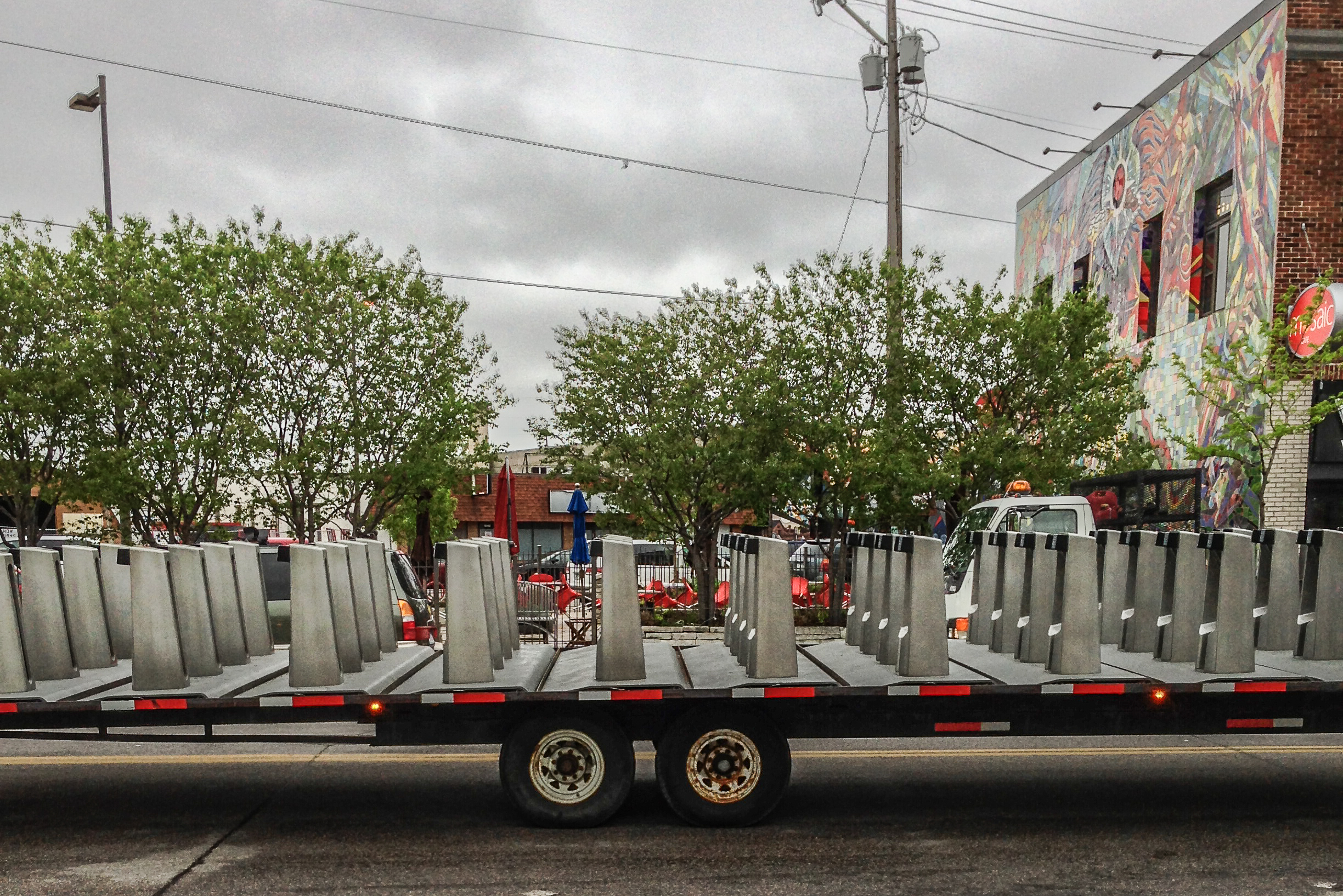
Перевозка станций. Фото 2013 года, снято на севере Миннеаполиса
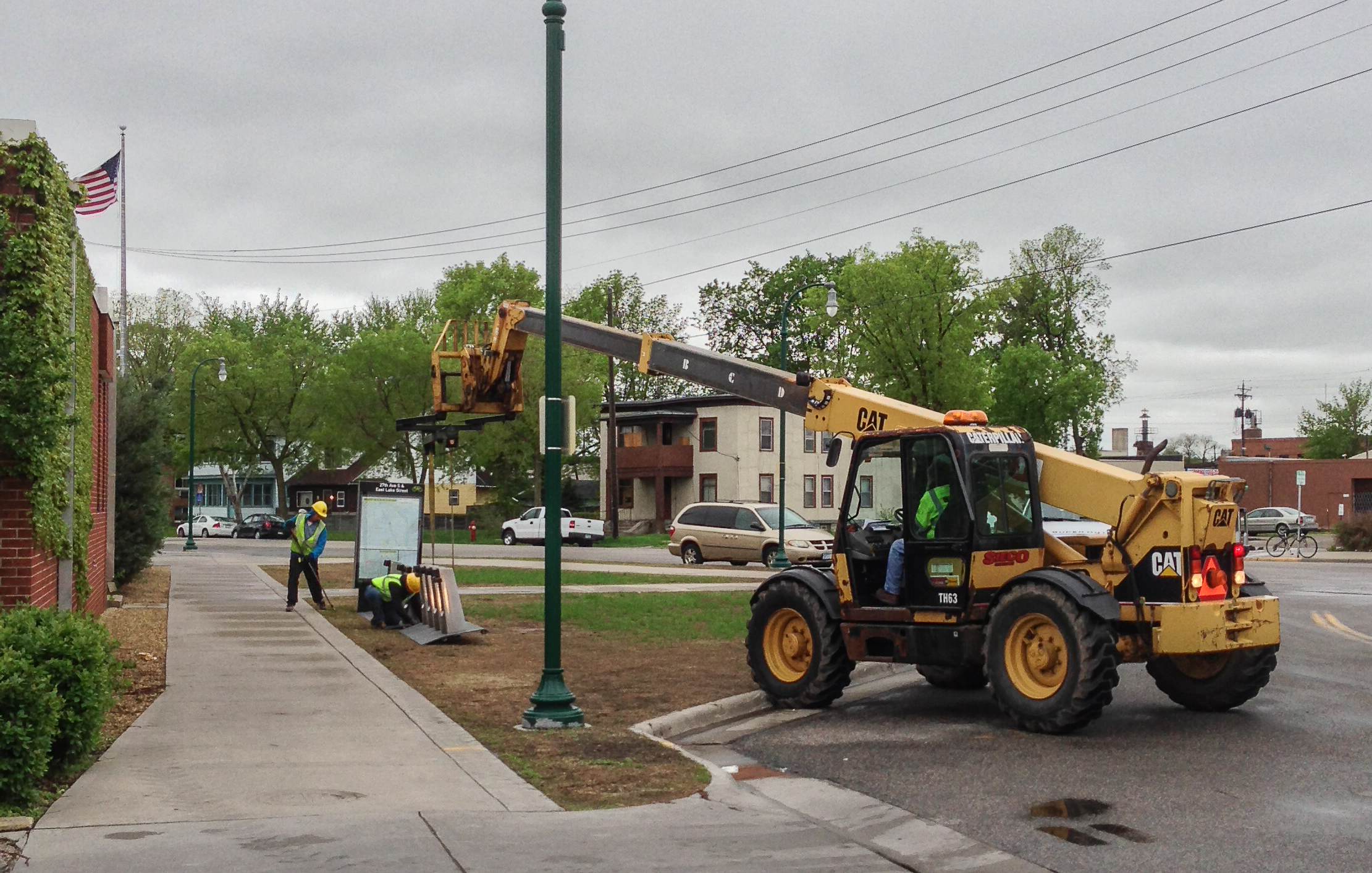
Монтаж станции севере Миннеаполиса. 2013 год
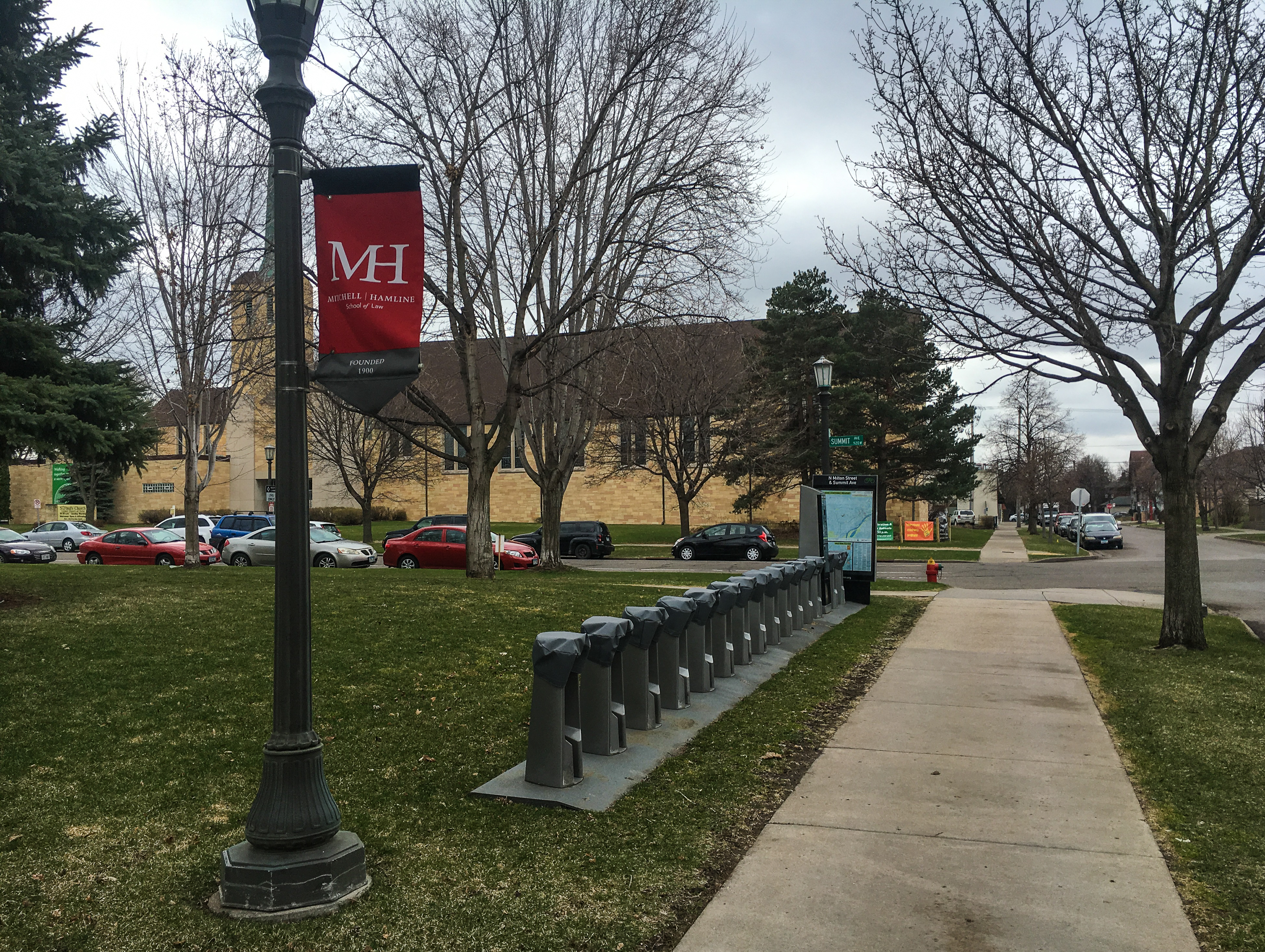
Пустая станция рядом с юридической школой Митчелла Хэмлайна. 2016 год
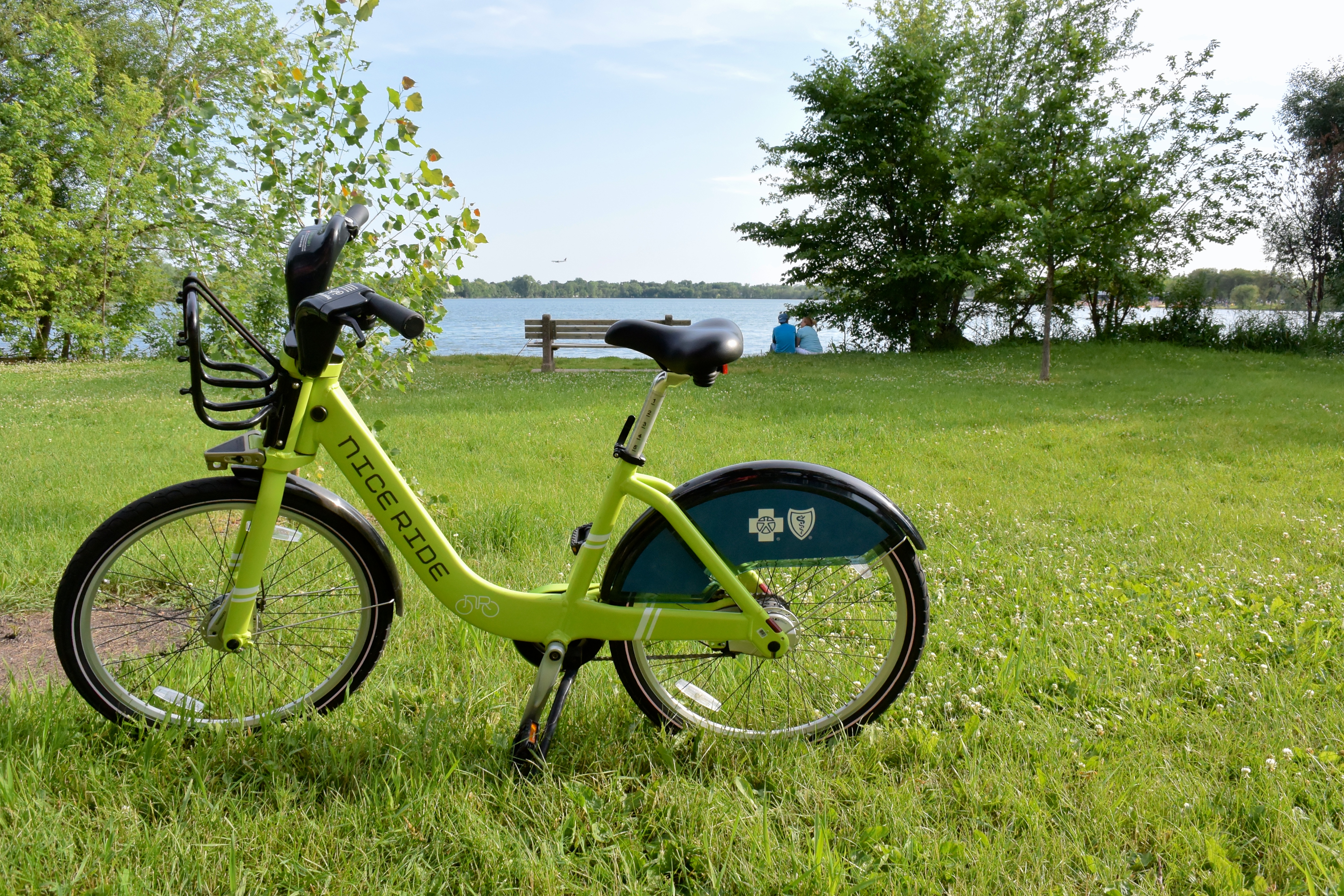
Велосипед на берегу озера Нокомис. 2016 года
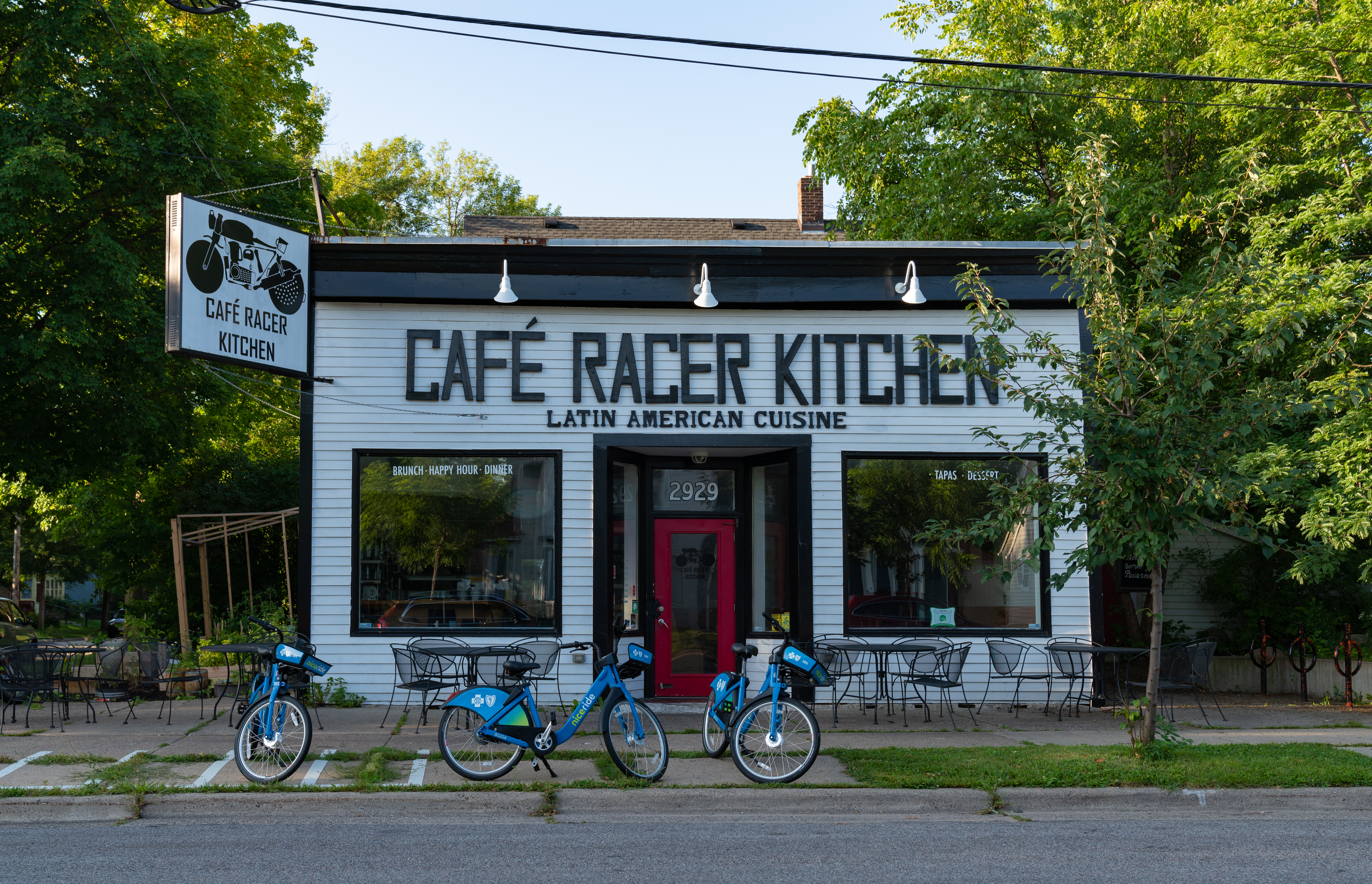
Велосипеды в обновлённом окрасе. Фото 2019 года
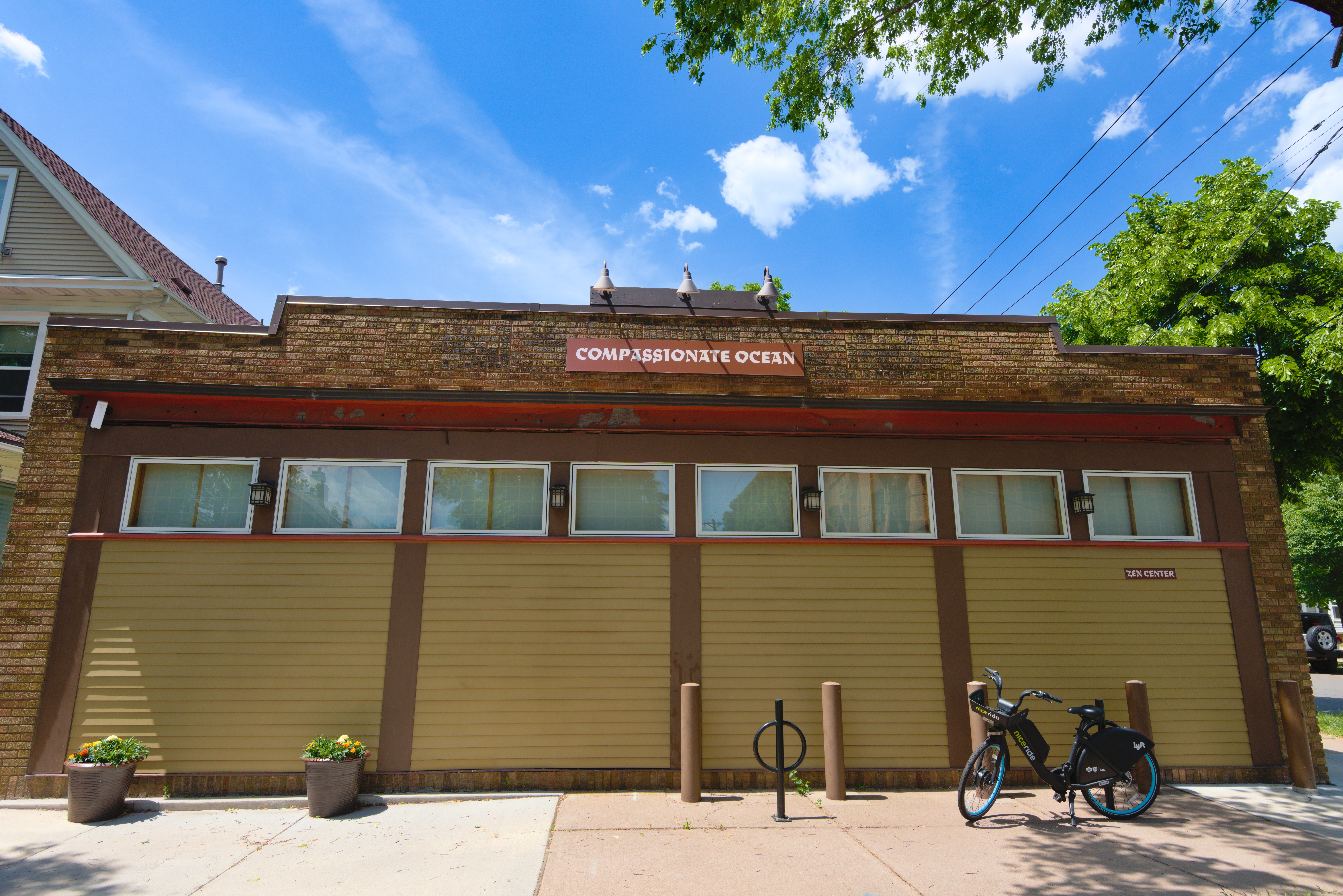
Электровелосипед в районе Logan Park Миннеаполиса, 2022 год (последний год работы системы)